# Cheponta's Village
Cheponta's Village, selo Choctaw Indijanaca, porodica muskhogean, koje se nalazilo nazapadnoj obali rijeke Tombigbee na krajnjem jugoistočnom dijelu današnjeg okruga Choctaw u Alabami. Spominje ga Royce na mapi (1900) u 18th Rep.B. A. E.